# Oswald William McSheehy
Oswald William McSheehy, britanski general, * 1884, † 1975.